# Gryon ennius
Gryon ennius är en stekelart som beskrevs av Kononova och Fursov 2005. Gryon ennius ingår i släktet Gryon och familjen Scelionidae. Inga underarter finns listade i Catalogue of Life.